# CONCACAF Champions Cup
La CONCACAF Champions Cup (in spagnolo CONCACAF Copa Campeones), nota in lingua italiana come Coppa dei Campioni CONCACAF, è la maggiore competizione calcistica nordamericana per squadre di club. Posta sotto l'egida della CONCACAF, fu istituita nel 1962 con la denominazione di CONCACAF Champions Cup, per poi assumere il nome di CONCACAF Champions League nel 2008 e mantenuto sino al 2024. La squadra vincitrice del torneo può fregiarsi del titolo di Campeón de Clubes de la CONCACAF (Campione dei Club della CONCACAF). Dal 2005 la vincitrice della coppa si qualifica alla Coppa del mondo per club FIFA.
Le squadre più titolate nella manifestazione sono il Club América e il Cruz Azul con 7 vittorie a testa, seguite dal Pachuca con 6 successi e dal Monterrey con 5.

## Storia
La competizione ha visto diverse volte modificarsi la propria formula di svolgimento. Nel corso della sua storia si è spesso scelto di privilegiare l'equilibrio geografico fra le varie organizzazioni locali che formano la CONCACAF: NAFU per il Nord America, UNCAF per l'America centrale e CFU per i Caraibi. Infatti dalla prima edizione del 1962 al 1995 le due squadre finaliste venivano individuate tramite due percorsi differenti, uno per il centro-nord America e uno per i Caraibi.
L'ultimo formato della Champions' Cup prevedeva la partecipazione di otto squadre: due messicane, due statunitensi, tre rappresentanti dell'America Centrale (la vincitrice, la finalista e la terza classificata della Copa Interclubes UNCAF) e una rappresentante degli stati caraibici (la vincitrice del Campionato per club CFU). Le compagini si affrontavano in quarti di finale, semifinali e finale, turni disputati con sfide di andata e ritorno.
Dall'edizione 2005 la vincitrice si qualifica alla Coppa del mondo per club FIFA.
Nella stagione 2008-2009 sono stati introdotti diversi cambiamenti: la competizione non si è svolta più nell'anno solare, ma da agosto a maggio dell'anno successivo, sull'esempio del torneo dell'UEFA la denominazione è stata modificata in CONCACAF Champions League, allargando il numero delle partecipanti a 24 e introducendo al tempo stesso una prima fase a gironi.
Nel 2017 la CONCACAF ha optato per una parziale marcia indietro: visto lo scarso interesse del pubblico e la mancanza di equilibrio in molti incontri della fase a gironi, dal 2018 la Champions League è tornata a disputarsi lungo l'arco dell'anno solare ed è stata ridotta a 16 squadre, che si affrontano in incontri di andata e ritorno ad eliminazione diretta. Per non ridurre i club partecipanti alle competizioni internazionali è stato contestualmente creato un nuovo torneo, la CONCACAF League, di lì a poco fallita a causa del disinteresse.
Nell'edizione 2024 la competizione è stata ridenominata CONCACAF Champions Cup, riacquisendo il nome originario.

## Formula del torneo

Il logo della competizione usato dal 2009 al 2018

La nuova formula del torneo ha esordito nell'edizione 2018. Vi partecipano 16 squadre, sorteggiate in un tabellone di tipo tennistico; ciascun turno (ottavi di finale, quarti, semifinali e finale) si svolge con incontri di andata e ritorno ad eliminazione diretta. In caso di parità nel risultato aggregato, il passaggio del turno è deciso applicando la regola dei gol fuori casa, la quale però non vale ai tempi supplementari.
Dall'edizione 2020 i posti disponibili sono così ripartiti: quattro squadre dal Messico, quattro dagli Stati Uniti, una dal Canada, la vincitrice del Campionato per club CFU e sei squadre dalla CONCACAF League. Ad ogni modo deve essere presente nel paese almeno uno stadio che rispetti i parametri della confederazione, altrimenti i posti vengono redistribuiti ad altri paesi della stessa area geografica.
Nel settembre 2021 la CONCACAF annunciò un allargamento del torneo da effettuare a partire dall'edizione 2024. La nuova formula prevede un turno preliminare aggiuntivo e un totale di 27 squadre partecipanti.

## Albo d'oro
| Anno      | Finale             | Finale              | Finale              |
| Anno      | Vincitore          | Punteggio           | Finalista perdente  |
| --------- | ------------------ | ------------------- | ------------------- |
| 1962      | Guadalajara        | 1-0 / 5-2           | Comunicaciones      |
| 1963      | RC Haïtien         | Non disputata       |                     |
| 1967      | Alianza            | 1-2 / 3-0           | Jong Colombia       |
| 1968      | Toluca             | Non disputata       |                     |
| 1969      | Cruz Azul          | 0-0 / 1-0           | Comunicaciones      |
| 1970      | Cruz Azul          | Non disputata       |                     |
| 1971      | Cruz Azul          | 5-1                 | Alajuelense         |
| 1972      | Olimpia            | 1-0 / 0-0           | Robinhood           |
| 1973      | Transvaal          | Non disputata       |                     |
| 1974      | CSD Municipal      | 2-1 / 2-1           | Transvaal           |
| 1975      | Atlético Español   | 2-0 / 1-1           | Transvaal           |
| 1976      | Águila             | 6-1 / 2-1           | Robinhood           |
| 1977      | América            | 1-0 / 1-1           | Robinhood           |
| 1978      | Leones Negros UdeG | Non disputata       |                     |
| 1978      | Defence Force      | Non disputata       |                     |
| 1978      | Comunicaciones     | Non disputata       |                     |
| 1979      | FAS                | 1-1 / 7-1           | Jong Colombia       |
| 1980      | Pumas UNAM         | [ N 7 ]             | Universidad         |
| 1981      | Transvaal          | 1-0 / 1-1           | Atlético Marte      |
| 1982      | Pumas UNAM         | 0-0 / 3-2           | Robinhood           |
| 1983      | Atlante            | 1-1 / 5-0           | Robinhood           |
| 1984      | Violette           | Non disputata       |                     |
| 1985      | Defence Force      | 2-0 / 0-1           | Olimpia             |
| 1986      | Alajuelense        | 4-1 / 1-1           | Transvaal           |
| 1987      | América            | 1-1 / 2-0           | Defence Force       |
| 1988      | Olimpia            | 2-0 / 2-0           | Defence Force       |
| 1989      | Pumas UNAM         | 1-1 / 3-1           | Pinar del Río       |
| 1990      | América            | 2-2 / 6-0           | Pinar del Río       |
| 1991      | Puebla             | 3-1 / 1-1           | Police              |
| 1992      | América            | 1-0                 | Alajuelense         |
| 1993      | Saprissa           | [ N 9 ]             | León                |
| 1994      | Cartaginés         | 3-2                 | Atlante             |
| 1995      | Saprissa           | [ N 10 ]            | CSD Municipal       |
| 1996      | Cruz Azul          | [ N 11 ]            | Necaxa              |
| 1997      | Cruz Azul          | 5-3                 | LA Galaxy           |
| 1998      | D.C. United        | 1-0                 | Toluca              |
| 1999      | Necaxa             | 2-1                 | Alajuelense         |
| 2000      | LA Galaxy          | 3-2                 | Olimpia             |
| 2002      | Pachuca            | 1-0                 | Monarcas Morelia    |
| 2003      | Toluca             | 3-3 / 2-1           | Monarcas Morelia    |
| 2004      | Alajuelense        | 1-1 / 4-1           | Saprissa            |
| 2005      | Saprissa           | 2-0 / 1-2           | Pumas UNAM          |
| 2006      | América            | 0-0 / 2-1           | Toluca              |
| 2007      | Pachuca            | 2-2 / 0-0 (7-6 dtr) | Guadalajara         |
| 2008      | Pachuca            | 1-1 / 2-1           | Saprissa            |
| 2008-2009 | Atlante            | 2-0 / 0-0           | Cruz Azul           |
| 2009-2010 | Pachuca            | 1-2 / 1-0           | Cruz Azul           |
| 2010-2011 | Monterrey          | 2-2 / 1-0           | Real Salt Lake      |
| 2011-2012 | Monterrey          | 2-0 / 1-2           | Santos Laguna       |
| 2012-2013 | Monterrey          | 0-0 / 4-2           | Santos Laguna       |
| 2013-2014 | Cruz Azul          | 0-0 / 1-1           | Toluca              |
| 2014-2015 | América            | 1-1 / 4-2           | Montréal Impact     |
| 2015-2016 | América            | 2-0 / 2-1           | Tigres UANL         |
| 2016-2017 | Pachuca            | 1-1 / 1-0           | Tigres UANL         |
| 2018      | Guadalajara        | 2-1 / 1-2 (4-2 dtr) | Toronto FC          |
| 2019      | Monterrey          | 1-0 / 1-1           | Tigres UANL         |
| 2020      | Tigres UANL        | 2-1                 | Los Angeles FC      |
| 2021      | Monterrey          | 1-0                 | América             |
| 2022      | Seattle Sounders   | 2-2 / 3-0           | Pumas UNAM          |
| 2023      | León               | 2-1 / 1-0           | Los Angeles FC      |
| 2024      | Pachuca            | 3-0                 | Columbus Crew       |
| 2025      | Cruz Azul          | 5-0                 | Vancouver Whitecaps |

### Vittorie per squadra

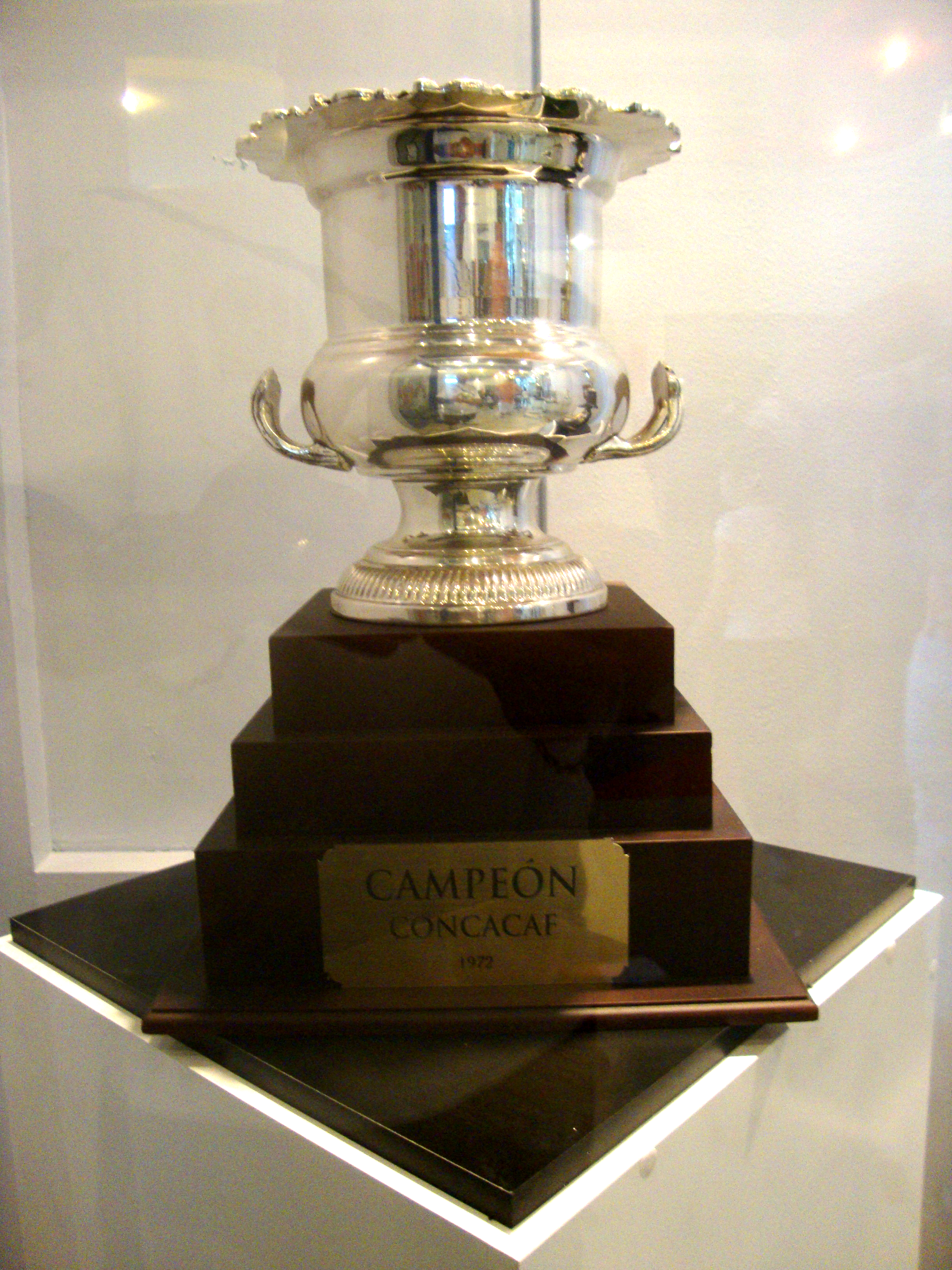
La coppa messa in palio dal 1962 al 2008.

| Squadra            | Vittorie | Anno                                               |
| ------------------ | -------- | -------------------------------------------------- |
| América            | 7        | 1977, 1987, 1990, 1992, 2006, 2014-2015, 2015-2016 |
| Cruz Azul          | 7        | 1969, 1970, 1971, 1996, 1997, 2013-2014, 2025      |
| Pachuca            | 6        | 2002, 2007, 2008, 2009-2010, 2016-2017, 2024       |
| Monterrey          | 5        | 2010-2011, 2011-2012, 2012-2013, 2019, 2021        |
| Pumas UNAM         | 3        | 1980, 1982, 1989                                   |
| Saprissa           | 3        | 1993, 1995, 2005                                   |
| Transvaal          | 2        | 1973, 1981                                         |
| Defence Force      | 2        | 1978, 1985                                         |
| Olimpia            | 2        | 1972, 1988                                         |
| Necaxa             | 2        | 1975, 1999                                         |
| Toluca             | 2        | 1968, 2003                                         |
| Alajuelense        | 2        | 1986, 2004                                         |
| Atlante            | 2        | 1983, 2008-2009                                    |
| Guadalajara        | 2        | 1962, 2018                                         |
| RC Haïtien         | 1        | 1963                                               |
| Alianza            | 1        | 1967                                               |
| CSD Municipal      | 1        | 1974                                               |
| Águila             | 1        | 1976                                               |
| Leones Negros UdeG | 1        | 1978                                               |
| Comunicaciones     | 1        | 1978                                               |
| FAS                | 1        | 1979                                               |
| Violette           | 1        | 1984                                               |
| Puebla             | 1        | 1991                                               |
| Cartaginés         | 1        | 1994                                               |
| D.C. United        | 1        | 1998                                               |
| LA Galaxy          | 1        | 2000                                               |
| Tigres UANL        | 1        | 2020                                               |
| Seattle Sounders   | 1        | 2022                                               |
| León               | 1        | 2023                                               |

### Vittorie per nazione
| Nazione           | Vittorie | Club vincitori |
| ----------------- | -------- | --- |
| Messico           | 40       | América (7), Cruz Azul (7), Pachuca (6), Monterrey (5), Pumas UNAM (3), Necaxa (2), Toluca (2), Atlante (2), Guadalajara (2), Leones Negros UdeG (1), Puebla (1), Tigres UANL (1), León (1) |
| Costa Rica        | 6        | Saprissa (3), Alajuelense (2), Cartaginés (1) |
| El Salvador       | 3        | Alianza (1), Águila (1), FAS (1) |
| Stati Uniti       | 3        | D.C. United (1), Los Angeles Galaxy (1), Seattle Sounders (1) |
| Guatemala         | 2        | CSD Municipal (1), Comunicaciones (1) |
| Suriname          | 2        | Transvaal (2) |
| Haiti             | 2        | RC Haïtien (1), Violette (1) |
| Trinidad e Tobago | 2        | Defence Force (2) |
| Honduras          | 2        | Olimpia (2) |

## Statistiche
I numeri si riferiscono alla sola Champions League, quindi a partire dall'edizione 2008-2009.

### Marcatori
| Posizione | Giocatore           | Squadra                               | Reti |
| --------- | ------------------- | ------------------------------------- | ---- |
| 1         | Javier Orozco       | Cruz Azul, Santos Laguna              | 24   |
| 2         | Carlos Quintero     | Santos Laguna, América                | 23   |
| 3         | Oribe Peralta       | Santos Laguna, América                | 22   |
| 4         | Emanuel Villa       | Cruz Azul, Querétaro                  | 17   |
| 5         | Humberto Suazo      | Monterrey                             | 16   |
| 5         | Aldo de Nigris      | Monterrey                             | 16   |
| 5         | André-Pierre Gignac | Tigres UANL                           | 16   |
| 8         | Abraham Carreño     | Monterrey, Pachuca                    | 12   |
| 8         | Herculez Gomez      | Santos Laguna, Club Tijuana           | 12   |
| 8         | Nicolás Muñoz       | Isidro Metapán                        | 12   |
| 11        | Édgar Benítez       | Pachuca, Toluca, Querétaro            | 10   |
| 11        | Raúl Nava           | Toluca                                | 10   |
| 11        | Guillermo Ramírez   | CSD Municipal, Motagua                | 10   |
| 11        | Yendrick Ruiz       | Herediano                             | 10   |
| 11        | Álvaro Saborío      | Real Salt Lake                        | 10   |
| 11        | Fredy Montero       | Seattle Sounders, Vancouver Whitecaps | 10   |
| 11        | Enner Valencia      | Tigres UANL                           | 10   |

### Capocannonieri
| Edizione | Capocannoniere      | Club                      | Reti |
| -------- | ------------------- | ------------------------- | ---- |
| 2008-09  | Javier Orozco       | Cruz Azul                 | 7    |
| 2009-10  | Ulises Mendivil     | Pachuca                   | 9    |
| 2010-11  | Javier Orozco       | Cruz Azul                 | 11   |
| 2011-12  | Humberto Suazo      | Monterrey                 | 7    |
| 2011-12  | Oribe Peralta       | Santos Laguna             | 7    |
| 2012-13  | Nicolás Muñoz       | Isidro Metapán            | 6    |
| 2012-13  | Carlos Quintero     | Santos Laguna             | 6    |
| 2013-14  | Raúl Nava           | Toluca                    | 7    |
| 2014-15  | Darío Benedetto     | América                   | 7    |
| 2014-15  | Oribe Peralta       | América                   | 7    |
| 2015-16  | Emanuel Villa       | Querétaro                 | 6    |
| 2016-17  | Hirving Lozano      | Pachuca                   | 8    |
| 2018     | Sebastian Giovinco  | Toronto FC                | 4    |
| 2018     | Jonathan Osorio     | Toronto FC                | 4    |
| 2019     | Enner Valencia      | Tigres UANL               | 7    |
| 2020     | André-Pierre Gignac | Tigres UANL               | 6    |
| 2021     | Kacper Przybyłko    | Philadelphia Union        | 5    |
| 2022     | Juan Dinenno        | Pumas UNAM                | 9    |
| 2023     | Denis Bouanga       | Los Angeles Football Club | 7    |
| 2024     | Salomón Rondón      | Pachuca                   | 9    |
| 2025     | Ángel Sepúlveda     | Cruz Azul                 | 9    |

#### Maggior numero di reti in una singola edizione
- Javier Orozco - 11 (2010-11)

#### Maggior numero di triplette
- Javier Orozco - 5

#### Maggior numero di reti in una partita
- 5 -  Emanuel Villa (Querétaro, Querétaro - Hankook Verdes 8-0), fase a gironi 2015-16.

## Loghi

Fino al 2008
Dal 2008 al 2018
Dal 2019 al 2024
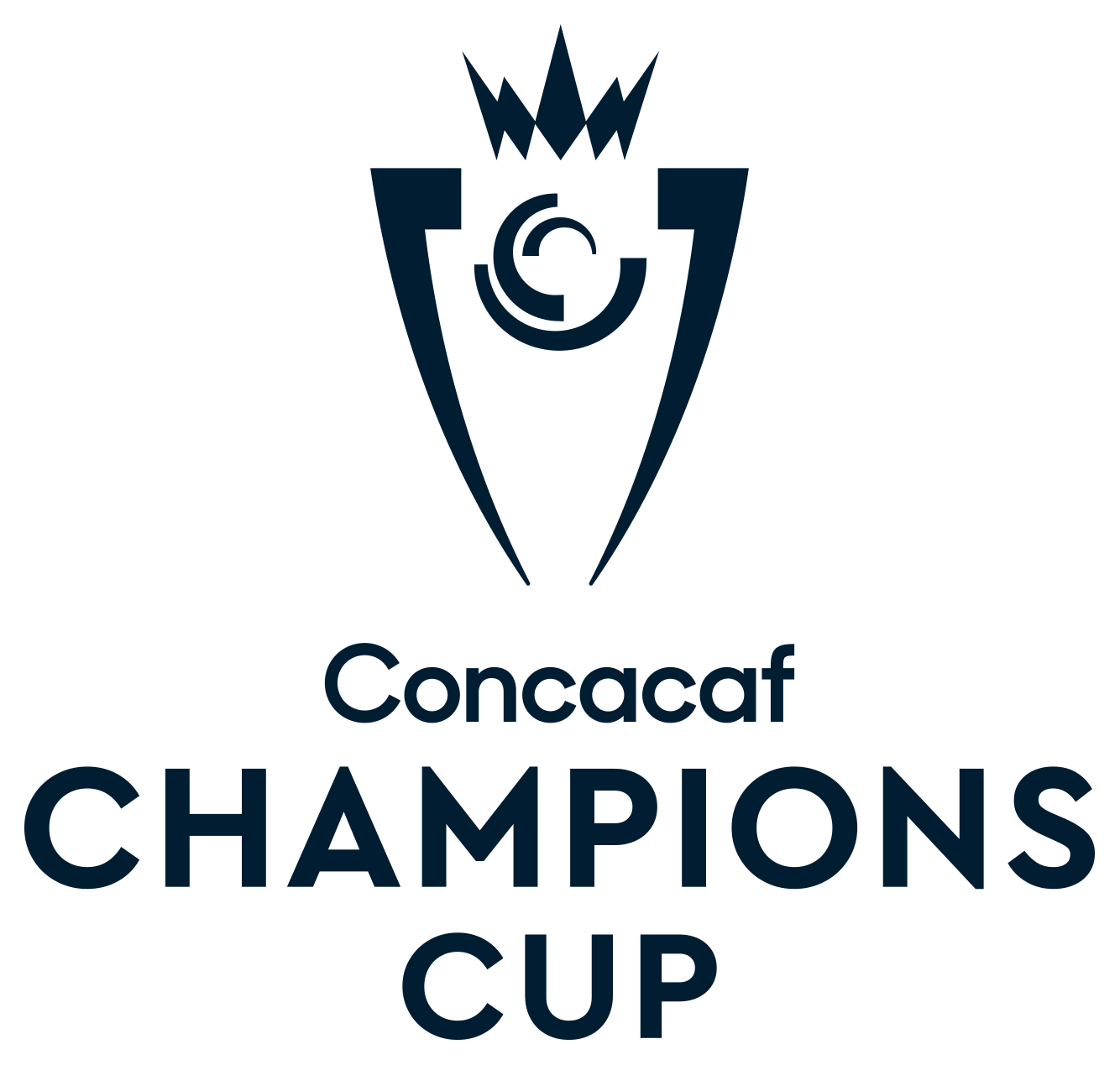
Dal 2024